# Elektroantenografia

Części narządu węchu w ciele owada:
1 – czułek, 5 –
zwój nadgardzielowy (mózg)

Elektroantenografia (ang. electroantennography) – elektroolfaktograficzne badania potencjałów czynnościowych w czułkach (antenach, łac. antennae, l.poj. antenna) owadów, prowadzone m.in. w celu wyjaśnienia mechanizmu percepcji zapachu lub w ramach badań o znaczeniu praktycznym, np. przygotowywania pułapek feromonowych) lub budowy systemów biomonitoringu.

## Podstawy fizjologii węchu owadów
Anteny owadów są częścią ich narządu węchu – neuronami odbierającymi informacje o chemicznym składzie powietrza (bodźce chemiczne). Błona komórkowa neuronów zawiera wyspecjalizowane białka, m.in. receptory cząsteczek odorantów oraz kanały jonowe. Bramkowane potencjałem kanały jonowe są odpowiedzialne za powstawanie i przesyłanie impulsu nerwowego, czyli sygnału o utworzeniu kompleksu receptor-odorant. Przez otwarte kanały dyfundują – zgodnie z gradientem stężeń – np. jony Na+, K+, Cl- oraz Ca2+. Powoduje to zmiany elektrycznego potencjału błony. Gdy zostaje osiągnięty potencjał progowy, powstaje potencjał czynnościowy (iglicowy), przemieszczający się do 
zwoju nadgardzielowego (mózg) i umożliwiający rozpoznanie bodźca i właściwą reakcję (zob. odruch).

## Historia elektroantenografii
Najwcześniejsze pomiary elektrycznej aktywności pojedynczych neuronów (John Zachary Young 1937) dotyczyły olbrzymich aksonów kałamarnicy. Były one w latach 40. XX w. przedmiotem badań prowadzonych w celu wyjaśnienia mechanizmu przenoszenia impulsów w układzie nerwowym. Jako autorzy znaczących publikacji wymieniani są – poza J.Z. Youngiem – K.S. Cole i H.J. Curtis (J. Gen. Physiol. 1938; J. Cellul. Comp. Physiol. 1942), G. J. Marmont (J. Cellul. Comp. Physiol. (1949) oraz A.L. Hodgin, A.F. Huxley i B.J. Katz (Arch.Sci. Physiol. 1949 i inne). Hodgkin, Huxley i Katz umieszczali wewnątrz wielkiego nerwu Loligo pręcik szklany (średnica 600 μ), na który były spiralnie nawijane dwa druty srebrne (średnica 20 μ), izolowane od siebie i pokryte chlorkiem srebra. Obie elektrody były łączone z umieszczonymi na zewnątrz aksonu elektrodami w formie pierścieni – jedna z nich poprzez zewnętrzne źródło napięcia, a druga przez miernik prądu. Mierzono natężenie prądu płynącego w nerwie radialnie po trwających ok. 10 μs impulsach napięciowych o różnej wielkości. Opracowano model błony komórkowej, ulegającej polaryzacji i depolaryzacji. W roku 1963 Alan Lloyd Hodgkin i Andrew Huxley otrzymali za te badania Nagrodę Nobla w dziedzinie fizjologii lub medycyny (wraz z J.C.Ecclesem, który badał neurony kotów i żab):

for their discoveries concerning the ionic mechanisms involved in excitation and inhibition in the peripheral and central portions of the nerve cell membrane (za odkrycia dotyczące mechanizmów jonowych zaangażowanych w pobudzanie i inhibicję peryferyjnych i centralnych części błony komórkowej nerwów).

Równocześnie z badaniami wielkich neuronów kałamarnicy prowadzono interdyscyplinarne prace (na pogranicza biochemii, biofizyki, neurofizjologii) zmierzające do wyjaśnienia mechanizmu działania węchu. Podejmowano m.in. liczne próby identyfikacji chemoreceptorów odbierających bodźce (zob. Linda B. Buck, Richard Axel, kodowanie zapachu), wykonywano też pomiary potencjałów wywoływanych przez odoranty (m.in. feromony) w komórkach receptorowych owadów z antenami grzebieniastymi.
Od połowy XX wieku są publikowane np. wyniki badań węchu ćmy jedwabnika morwowego, wrażliwej na zapach bombikolu. Badania tych i wielu innych gatunków owadów trwają do dzisiaj. Zapisy zmian potencjałów nazywano elektroantenogramami (EAG). Były one rejestrowane – po odcięciu anten – przy użyciu szklanej elektrody Ag–AgCl z kluczem elektrolitycznym. Równocześnie zapisywano chromatogramy (GC) powietrza opływającego antenę (zapis GC-EAG).

Zasada pomiaru potencjałów czynnościowych w antenach owadów
Reakcja bioczujnika jest zależna od rodzaju odoranta i jego stężenia w powietrzu.
Dozowanie – np. pipeta Pasteura, zawierająca bibułę z odorantem (np. kropla 1 % parafinowego roztworu feromonu) lub wylot gazu z chromatografu gazowego (kolejne eluaty z kolumny GC)

Sposób analizy danych doświadczalnych, otrzymywanych metodą GC-EAG, ilustruje przykład wyników badań aktywności neuronów anten samicy Bombyx mori, wykonanych przez J. Ziesmanna i współpracowników w 2000 roku. Wnioski wynikające z porównania równocześnie rejestrowanych chromatogramów i elektroantenogramów (zob. publikacja, fig. 3) zestawiono poniżej w formie tabelarycznej,
| Związek                | Czas retencji min. | Reakcja neuronu „kwasu benzoes.” | Reakcja neuronu „terpenowego” |
| fenol                  | 11,04              | –                                | ?                             |
| aldehyd pelargonowy    |                    | +                                | +                             |
| kwas 2-etylo-kapronowy | 15,22              | +                                | 0                             |
| kwas kaprylowy         | 17,07              | +                                | +                             |
| kwas benzoesowy        | 17,19              | +                                | 0                             |
| kwas pelargonowy       | 19,93              | +                                | +                             |
| kwas dekanowy          | 22.45              | +                                | (+)                           |
| ftalan dwumetylowy     | 24,64              | –                                | +                             |

## Przykłady zastosowań elektroantenografii

### Ekologiczne badania węchu mszyc

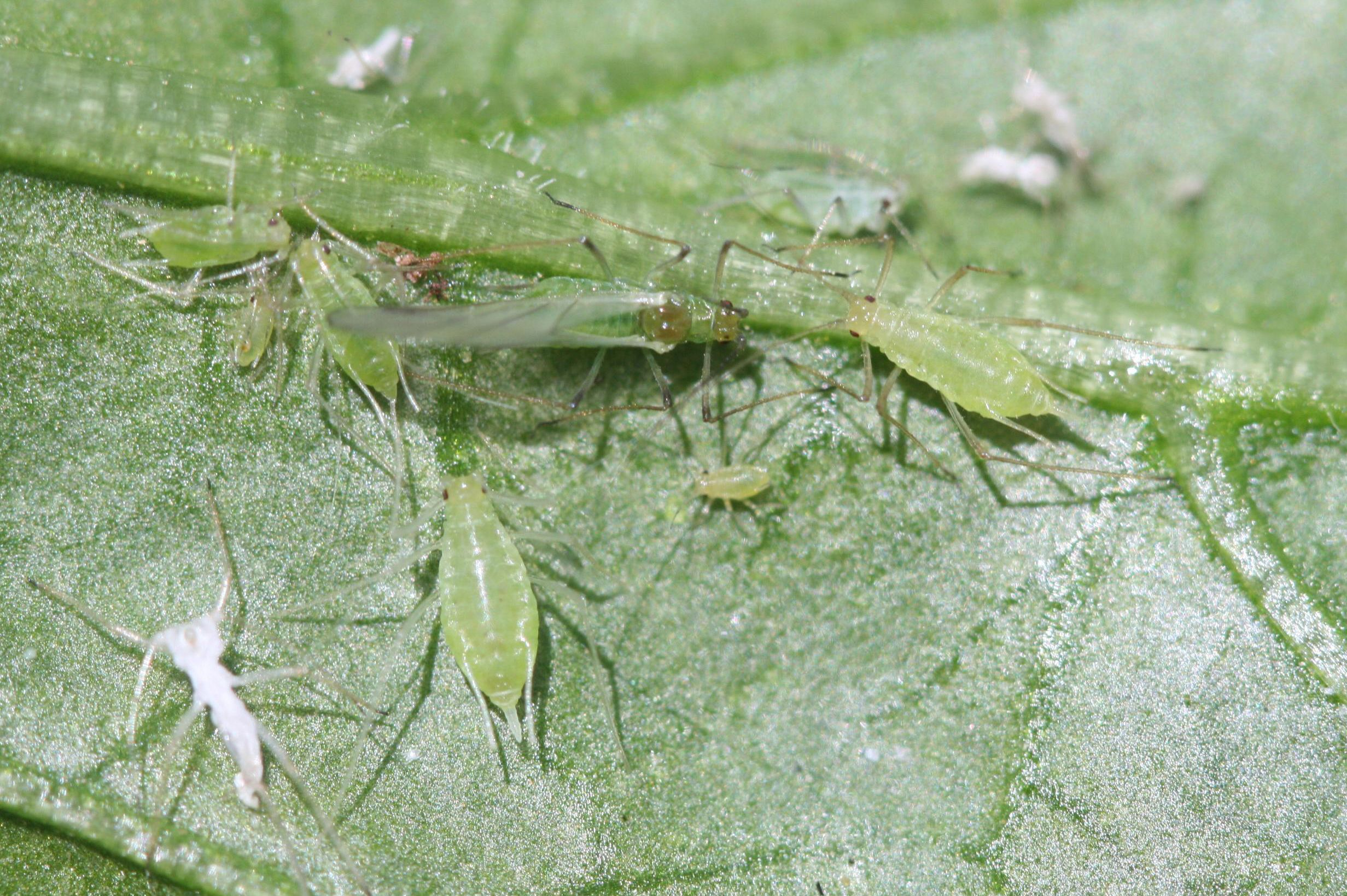
Mszyce ziemniaczane (Macrosiphum euphorbiae)

Elektroantenograficzne badania mszyc (Aphidoidea) umożliwiają określanie zmienności wrażliwości sensorycznej w ramach gatunku, kolejnych form rozwojowych lub w zależności od diety. W lecie występują jako owady bezskrzydłe lub skrzydlate (zależnie od stopnia zagęszczenia); rozmnażają się partenogenetycznie (powstają identyczne klony); jesienią pojawiają się hybrydy rozmnażające się płciowo. W ramach gatunku występują też zróżnicowane nawyki żywieniowe (monofagizm, oligofagizm) lub polifagizm). Są uznawane za doskonały model do badań biologicznej zmienności organizmów zależnej od otoczenia (fenotyp) lub spowodowanej czynnikami genetycznymi (genotyp). Elektroantenograficzne badania tej zmienności wykonywali w latach 1993–1996 J.H. Visser i P.G.M. Piron. Opracowali standardowe procedury pomiarów, m.in. techniki preparowania anten, rodzaje wzorcowych odorantów, techniki ich dozowania w czasie badania, metody opisu kształtu rejestrowanych EOG. Stosując jako wzorzec (E)-2-heksenal (główny związek nadający aromat owocom pomidorów) stwierdzono m.in. że forma skrzydlata Myzus persicae (EAG 407 μV) jest bardziej wrażliwa na ten zapach od bezskrzydłej formy letniej (EAG: 256 μV).

### Zegar biologiczny muszki owocowej

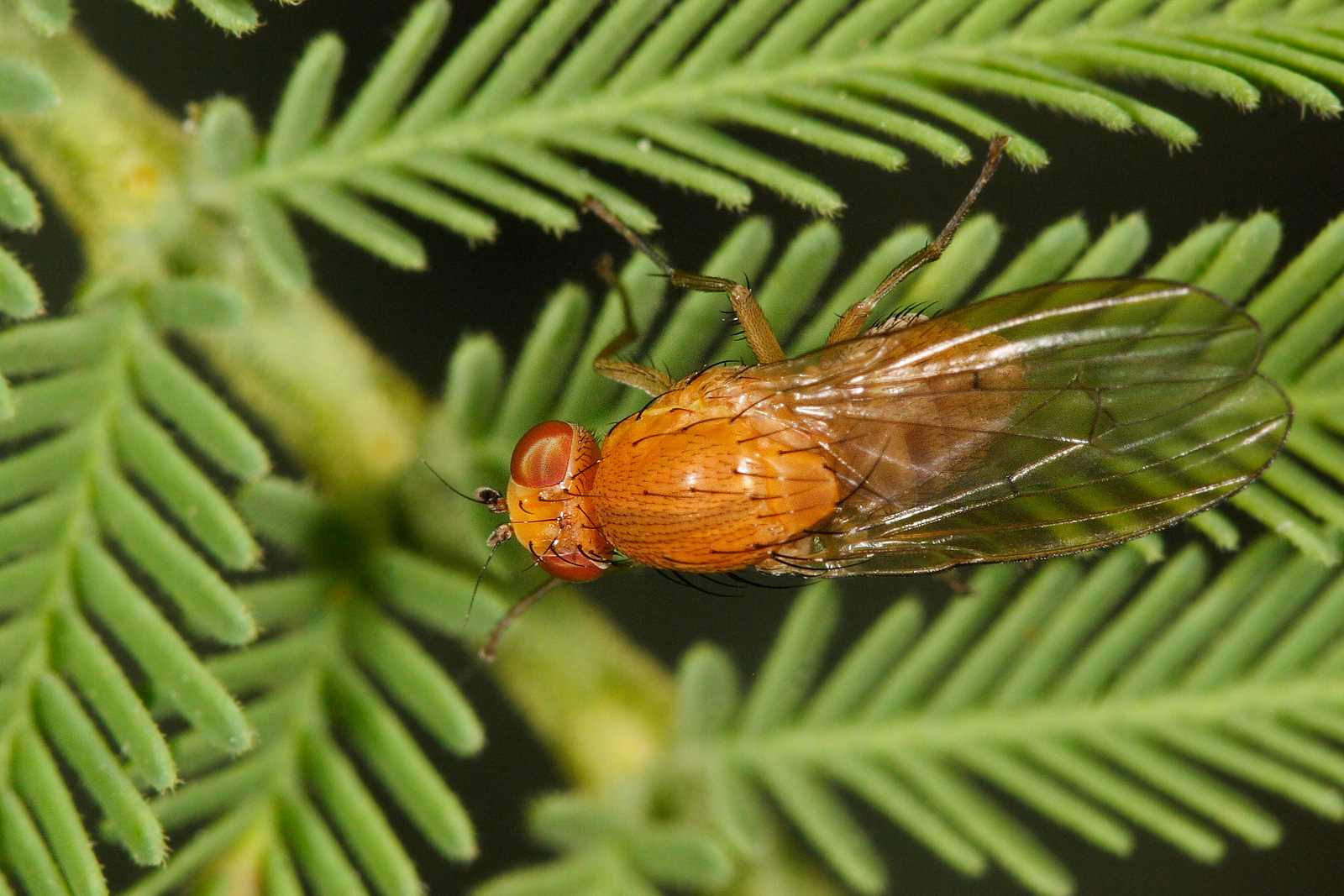
Muszka owocowa ('Drosophila melanogaster)

Elektroantenografia jest jednym z narzędzi badawczych tzw. zegara biologicznego (zob. chronobiologia, np. rytm biologiczny, fotoperiodyzm).
W czasie badań anten muszki owocowej (D. melanogaster) stwierdzono (Krishnan i wsp. 2005), że w neuronach jej anten znajduje się „oscylator molekularny” – wrażliwość owadów na różne odoranty zmienia się rytmicznie, zarówno w warunkach naturalnych, jak w stałej ciemności. Wykazano w ten sposób, że rytm ma charakter endogenny. Stosując metody inżynierii genetycznej udowodniono, że zegar działa całkowicie niezależnie od mózgu. Potwierdziły to doświadczenia wykonane z użyciem kilku linii owadów transgenicznych. W eksperymencie, który uznano za szczególnie spektakularny, owadom pozbawionym funkcjonalnego zegara w mózgu (tzw. neurony lateralne, LNs) przywrócono sprawność zegara tylko w czułkach. W zapisach EAG takich owadów stwierdzono rytmiczne zmiany wrażliwości na bodźce, co świadczy o całkowitej jego niezależności od mózgu. Wykazano też po raz pierwszy, że zegar anten bezpośrednio – bez udziału ośrodkowego układu nerwowego – reaguje na światło.

### Biosensory dla leśnictwa i rolnictwa

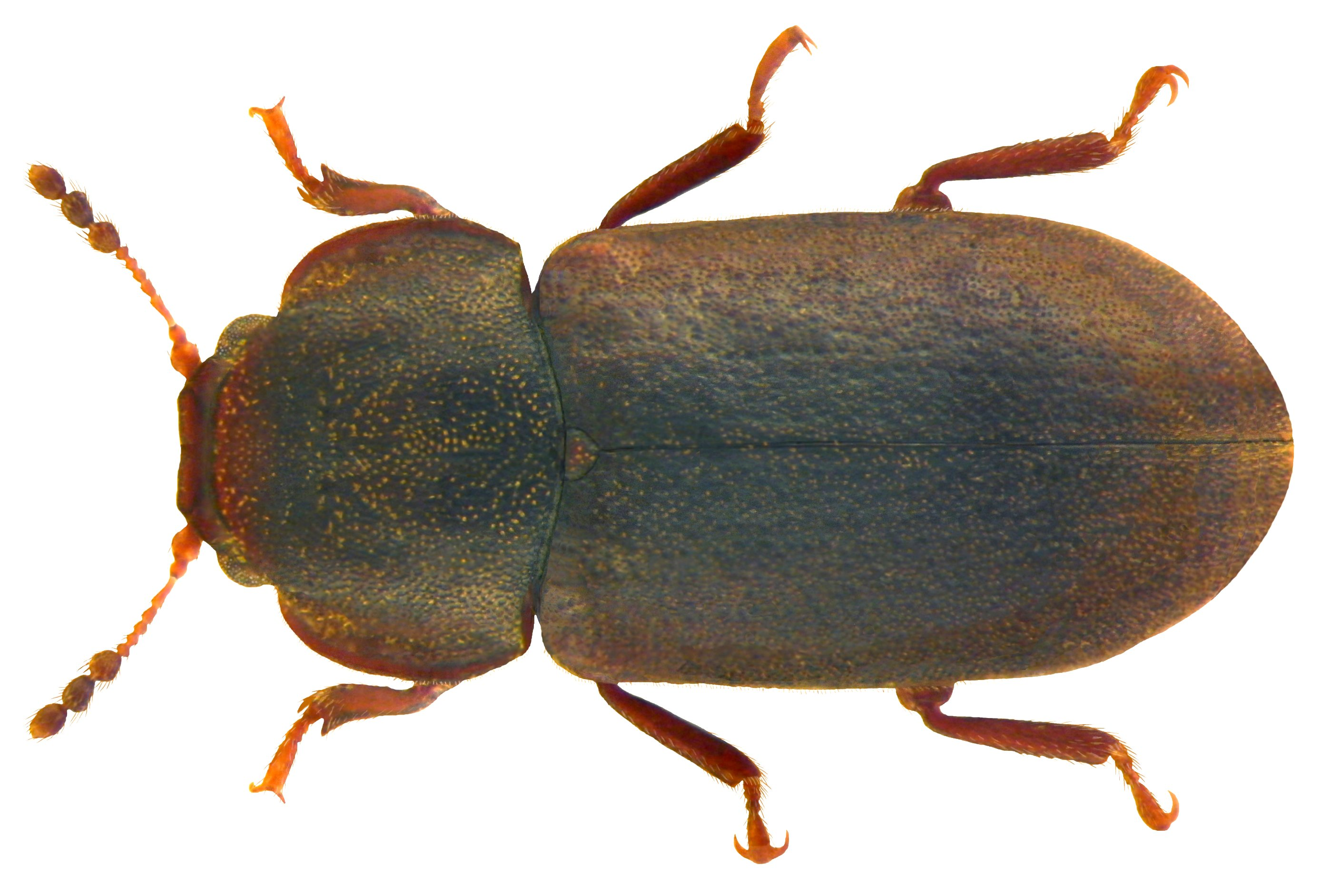
Cis boleti – chrząszcz z rodziny czerwikowatych (Ciidae)

W Technische Universităt Kaiserslautern grupa robocza AG Pheromone pod kierownictwem Uwe T. Kocha zajmuje się opracowywaniem przyjaznych dla środowiska metod ochrony upraw przed szkodnikami. Stosowane są techniki polegające na użyciu naturalnych feromonów lub substancji imitujących ich działanie na owady niszczące uprawy – zakłócających zachowania godowe. Opracowywane i wdrażane są również 
nowe metody monitorowania stanu upraw z użyciem anten owadów, stosowanych jako czujniki urządzeń pomiarowych.
Anteny owadów uznano również za obiecujące bioczujniki do wykrywania grzybów powodujących murszenie drewna. Badania zostały wykonane w Uniwersytecie w Getyndze (Institute of Forest Zoology and Forest Conservation). 
Na podstawie analiz chromatograficznych stwierdzono, że stopień zagrożenia drewna można monitorować oznaczając stężenia 1-okten-3-olu, 3-oktanonu i 3-oktenolu (markery zapachu grzybów). Stosując metodę GC-MS-EAG wytypowano C. boleti jako gatunek, którego anteny są wrażliwe na zapach markerów i mogą być stosowane w urządzeniach do monitoringu zagrożeń lasu (skonstruowanych zgodnie z projektem Uwe T. Kocha).

## Publikacje wChemical Senses
Wyniki badań prowadzonych w dziedzinie elektroantenografii są publikowane w wielu czasopismach naukowych i prezentowane na międzynarodowych konferencjach. Szczególne znaczenie przypisuje się publikacjom ukazującym się na łamach Chemical Senses (w 2010 roku IF = 2,327), które jest oficjalnym czasopismem towarzystw European Chemoreception Research Organization (ECRO), Association for Chemoreception Sciences (AChemS) i Japanese Association for the Study of Taste and Smell (JASTS). 
W latach 1993–2010 w Chemical Senses zamieszczono następujące artykuły, dotyczące elektroantenografii:
- M.H. Pham-Delegue, O. Bailez, M.M. Blight, C. Masson, A.L. Picard-Nizou, L.J. Wadhams; Behavioural discrimination of oilseed rape volatiles by the honeybee Apis mellifera L. (1993),
- Xue-Jun Sun, Caroline Fonta, Claudine Masson; Odour quality processing by bee antennal lobe interneurones (1993),
- Wynand M. Van der Goes van Naters, Cornelis J. Den Otter, Frans W. Maes;Olfactory Sensitivity in Tsetse Flies: a Daily Rhythm (1998),
- Sandrine Gouinguené, Isabelle de Cruz, Jan van der Pers, Lester Wadhams, Frédéric Marion-Poll; A New Method to Improve Olfactory Responses to GC Effluents (1998)
- T. Røstelien, A.-K. Borg-Karlson, J. Fäldt, U. Jacobsson, Mustaparta; The Plant Sesquiterpene Germacrene D Specifically Activates a Major Type of Antennal Receptor Neuron of the Tobacco Budworm Moth Heliothis virescens (2000)
- Alain Tirard, Marielle Renucci, Erick Provost, Jacqueline Khlat, Jean-Luc Clement; Are Polyamines Involved in Olfaction? An EAG and Biochemical Study in Periplaneta americana Antennae (2002),
- Torsten Meiners, Felix Wäckers, Wallace Joe Lewis The Effect of Molecular Structure on Olfactory Discrimination by the Parasitoid Microplitis croceipes (2002),
- M. Stranden, A.-K. Borg-Karlson, H. Mustaparta; Receptor Neuron Discrimination of the Germacrene D Enantiomers in the Moth Helicoverpa armigera (2002),
- Nicolette Honson, Margaret A. Johnson, James E. Oliver, Glenn D. Prestwich, Erika Plettner; Structure–Activity Studies with Pheromone-binding Proteins of the Gypsy Moth, Lymantria dispar (2003),
- Blanka Pophof, Gert Stange, Leif Abrell; Volatile Organic Compounds as Signals in a Plant–Herbivore System: Electrophysiological Responses in Olfactory Sensilla of the Moth Cactoblastis cactorum (2005),
- Prodpran Thakeow, Sergio Angeli, Bernhard Weißbecker, Stefan Schütz; Antennal and Behavioral Responses of Cis boleti to Fungal Odor of Trametes gibbosa (2008),
- Lina Kristoffersen, Mattias C. Larsson, Olle Anderbrant;Functional Characteristics of a Tiny but Specialized Olfactory System: Olfactory Receptor Neurons of Carrot Psyllids (Homoptera: Triozidae) (2008),
- Andreas Simon Brandstaetter, Wolfgang Rössler, Christoph Johannes Kleineidam; Dummies versus Air Puffs: Efficient Stimulus Delivery for Low-Volatile Odors (2010),
- S.D. Leonhardt, S. Zeilhofer, N. Blüthgen, Thomas Schmitt; Stingless Bees Use Terpenes as Olfactory Cues to Find Resin Sources (2010),
- Xin-Cheng Zhao, Bente G. Berg; Arrangement of Output Information from the 3 Macroglomerular Units in the Heliothine Moth Helicoverpa assulta: Morphological and Physiological Features of Male-Specific Projection Neurons (2010).

Wśród artykułów opublikowanych w 2012 roku znajduje się praca Spatial Organization of Antennal Olfactory Sensory Neurons in the Female Spodoptera littoralis Moth: Differences in Sensitivity and Temporal Characteristics, wykonana przez zespół autorów ze szwedzkiego University of Agricultural Sciences (Division of Chemical Ecology), egipskiego Tanta University (Department of Zoology) i niemieckiego Max Planck Institute for Chemical Ecology (Department of Evolutionary Neuroethology).
Prace dotyczące elektroantenografii były również prezentowane na międzynarodowych konferencjach, m.in. organizowanych przez European Chemoreception Research Organization (ECRO), np. w 1988 roku w Wielkiej Brytanii,
w 1990 roku w Holandii lub w 2011 roku w Manchester Conference Centre.